# Nikolaus Delius (Anglist)

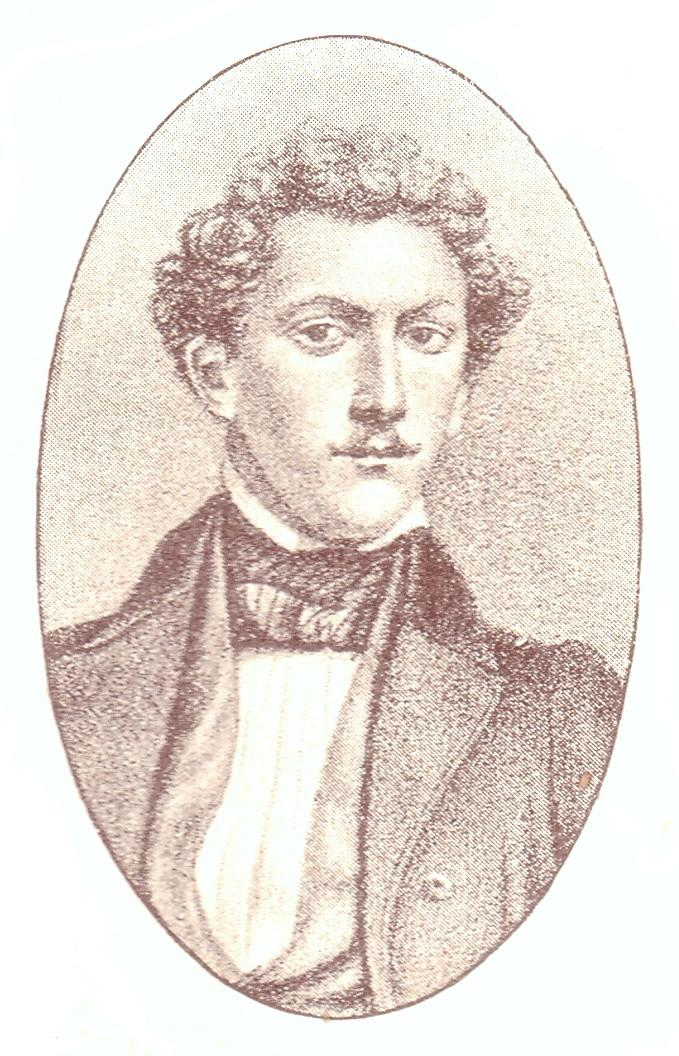
Nikolaus Delius, 1837

Nikolaus Delius (* 19. September 1813 in Bremen; † 18. November 1888 in Bonn) war ein deutscher Anglist und Shakespeare-Forscher.

## Biografie
Delius ging in Bremen zur Schule. Er studierte nach seiner Reifeprüfung Philosophie, Geschichte, griechische Literatur und Sanskrit an der Universität Bonn und der Friedrich-Wilhelms-Universität-Berlin. Delius schloss 1838 mit seiner Promotion in Bonn ab (Dissertation: Radices pracriticae) und lehrte in Berlin. 1844/1845 schrieb er in Bremen u. a. für die neue Weser-Zeitung. Ein Jahr später entschied er sich als Privatdozent in Bonn zu arbeiten. Dort begann sein Interesse an den Werken William Shakespeares.
Bekannt wurde Delius durch seine Shakespeare-Ausgabe, die er zwischen 1854 und 1860 veröffentlichte. Dies verschaffte ihm, der seit 1855 eine Doppelprofessur für Französisch und Englisch hatte, bis 1880 einen Lehrstuhl für Anglistik, den ersten in Deutschland überhaupt. Delius war Mitbegründer und lange Zeit Vorsitzender der Deutschen Shakespeare-Gesellschaft und verfasste eine Vielzahl von Aufsätzen, Abhandlungen und Übersetzungen zu diesem Themenfeld. Seine wertvolle Shakespearesammlung vermachte er der Stadtbibliothek Bremen.
Seit 1837 war er Corpsschleifenträger der Guestphalia Bonn.
Delius ruht auf dem Waller Friedhof in Bremen im Familiengrab Schüssler-Delius-Gruner (Grabnummer J 137).
Ehrungen
- Der Deliusweg in Bremen-Horn-Lehe wurde nach ihm benannt.

## Schriften

### Anglistik
- Die Tieck’sche Shakespearekritik. König, Bonn 1846. Nachdruck: Olms, Hildesheim, New York 1981, ISBN 3-487-07043-X.
- Shakspere-Lexikon. Ein Handbuch zum Studium der Shaksperischen Schauspiele. Bonn, H.B.König, 1852.

### Romanistik
- Die romanische Sprachfamilie, Bonn 1850
- Maistre Wace’s St. Nicholas. Ein altfranzösisches Gedicht des zwölften Jahrhunderts aus Oxforder Handschriften, Bonn 1850
- Ungedruckte provenzalische Lieder von Peire Vidal, Bernard von Ventadorn, Folquet von Marseille und Peirol von Auvergne, Bonn 1853
- Der sardinische Dialekt des 13. Jahrhunderts, Bonn 1868